# 贡巴萨·土登吉扎
贡巴萨·土登吉扎（1917年5月—2008年2月21日）藏族，西藏朗县人。第四世贡巴萨活佛。

## 生平
1917年5月，出生于今西藏朗县。5岁时，被选定为贡巴萨寺活佛的转世灵童。8岁坐床，并成为哲蚌寺大经堂活佛。
1951年西藏和平解放时，贡巴萨·土登吉扎把贡巴萨寺所辖土地及房屋等无偿交给进藏的中国人民解放军使用，并同中国人民解放军第十八军领导人建立了较为亲密的关系。1952年10月，任西藏七一农场藏文教师，1955年任西藏军区联络处参事室干事、工程处副主任，1957年12月任西藏行政干校总务处副科长，1960年任西藏自治区筹备委员会参事室参事，1966年任西藏自治区拉萨市政协委员，1969年任西藏自治区政协委员、常务委员，1984年任西藏自治区政协副主席。1996年5月，经组织批准退休。
贡巴萨·土登吉扎是第六届、七届全国政协委员。
2008年2月21日，贡巴萨·土登吉扎在拉萨因病逝世。